# Gander (gemeente)
Gander is een gemeente (town) in de Canadese provincie Newfoundland en Labrador. De plaats ligt op het eiland Newfoundland aan de noordelijke oever van Gander Lake, op zo'n 50 km van de Atlantische kust. De gemeente telde in 2021 11.880 inwoners. 
Gander is de locatie van Gander International Airport, vlak na de Tweede Wereldoorlog uitgeroepen tot de grootste luchthaven van de wereld. De luchthaven was voor Trans-Atlantische vluchten samen met Shannon Airport in Ierland een belangrijke tankstop. Het blijft tot op heden, wegens zijn uiterst oostelijke ligging, een geprefereerde locatie voor noodlandingen voor trans-Atlantische vluchten die in problemen geraken.

## Geografie
Gander is gelegen aan de splitsing van de Trans-Canada Highway (NL-1) met provinciale route 330. De gemeente heeft een oppervlakte van 104,53 km². Relatief nabijgelegen plaatsen zijn het westelijkere Appleton en het oostelijkere Benton.

## Geschiedenis
Gander werd in 1935 gekozen voor de bouw van een nieuwe vliegbasis omwille van zijn locatie dicht bij de meest noordoostelijke tip van het Noord-Amerikaans continent. In 1936 werd de gemeente Gander opgericht en begon het werk aan de vliegbasis. Op 11 januari 1938 landde het eerste vliegtuig op wat men toen nog Newfoundland Airport noemde. Tijdens de Tweede Wereldoorlog waren tot 10.000 Canadese, Britse en Amerikaanse militairen gestationeerd in Gander. Zo'n 20.000 vluchten met Amerikaanse en Canadese gevechtsvliegtuigen en bommenwerpers stegen op van de luchtbasis met bestemming Europa. Na de oorlog werd het centrum van Gander verplaatst verder weg van de landingsbanen toen de luchthaven werd opgebouwd tot een burgervliegveld.
De gemeente was bij haar oprichting een local improvement district, maar kreeg reeds tussen 1956 en 1961 het statuut van town.
Gander was de crashsite van een aantal vliegtuigongevallen. Bij het vliegtuigongeluk bij Gander Airport op 18 september 1946 crashte een Sabena Douglas DC-4 bij het landen in de buurt van de luchthaven waarbij 27 slachtoffers vielen. Arrow Air-vlucht 1285 crashte bij het opstijgen van de luchthaven op 12 december 1985. Hierbij vielen 256 slachtoffers.

### Operatie Yellow Ribbon
Op 11 september 2001 in de uren na de aanslagen speelde Gander International Airport een belangrijke rol in de wereldwijde luchtvaart toen het volledige Noord-Amerikaanse luchtruim door Transport Canada en de Amerikaanse Federal Aviation Administration werd gesloten. Aangeduid als Operatie Yellow Ribbon werden toen 38 burgervliegtuigen en 4 militaire vliegtuigen omgeleid naar Gander. Hierdoor waren 6.122 passagiers en 473 bemanningsleden gestrand in de Newfoundlandse gemeente.
Enkel Halifax Stanfield International Airport ontving toen meer burgervluchten, met name 40. Halifax en Vancouver International Airport ontvingen beide meer gestrande personen, respectievelijk 7.300 en 8.500 passagiers (op 34 vluchten). Zowel Halifax als Vancouver zijn weliswaar grote steden, waardoor de impact van zoveel mensen veel minder groot was dan die in de kleine gemeente Gander. De gestrande reizigers bleven gedeeltelijk tot zes dagen na 11 september in Gander vastzitten. 
De lokale bevolking ving hen op door massaal vrijwilligerswerk te verrichten, zoals de passagiers bij hen thuis onderdak en voeding te geven, animatie te voorzien voor zieke kinderen enzovoort. De grote solidariteit van de lokale inwoners werd later haast legendarisch en werd het onderwerp van onder meer de bekroonde musical Come from Away, het boek The Day The World Came To Town en de miniserie Diverted. Lufthansa heeft een van zijn Airbus A340 vliegtuigen "Gander/Halifax" genoemd om beide locaties te bedanken voor de wijze waarop zij Lufthansa-passagiers hebben opgevangen in september 2001.

## Demografie
Gander is de hoofdplaats van de gelijknamige agglomeratie. Als relatief grote plaats en regionaal centrum oefent Gander sinds het begin van de 21e eeuw een zekere aantrekkingskracht uit op de vele kleine, afgelegen dorpen in de wijde omgeving. Na een periode van neergang in de jaren 1990, kon Gander zich hierdoor losrukken van de zich in de provincie verder manifesterende dalende trend. Tussen 2001 en 2021 steeg de bevolkingsomvang van 9.651 naar 11.880. Dat komt neer op een stijging van 23% in twintig jaar tijd.
| Demografische ontwikkeling van Gander tussen 1951 en 2021 |
| --------------------------------------------------------- |
|                                                           |
| Bron: 1951–1986, 1991–1996, 2001–2006, 2011–2016, 2021    |

### Taal
In 2021 hadden 11.500 (98%) inwoners van Gander het Engels als moedertaal; quasi alle anderen waren het Engels machtig. Hoewel slechts 90 mensen (0,8%) het Frans als moedertaal hadden, waren er 870 mensen die die andere Canadese landstaal konden spreken (7,4%). De op twee na meest gekende taal was het Arabisch met naar schatting 90 personen (0,8%) die de taal machtig waren.

## Gezondheidszorg
In de gemeente bevindt zich het James Paton Memorial Regional Health Centre, een van de twee volledig uitgeruste ziekenhuizen in beheer van de gezondheidsautoriteit Central Health. In Gander bevinden zich ook de Lakeside Homes, het grootste rusthuizencomplex van Centraal-Newfoundland. Eerstelijnszorg wordt aangeboden in het Bell Place Community Health Centre.

## Geboren
- Andre Noble (1979-2004), acteur

## Wetenswaardig
Vanwege het rijke luchtvaartverleden dragen verscheidene straten in Gander de naam van een bekende luchtvaartpionier, waaronder Amelia Earhart, Charles Lindbergh, Edward Rickenbacker en Chuck Yeager.

## Galerij

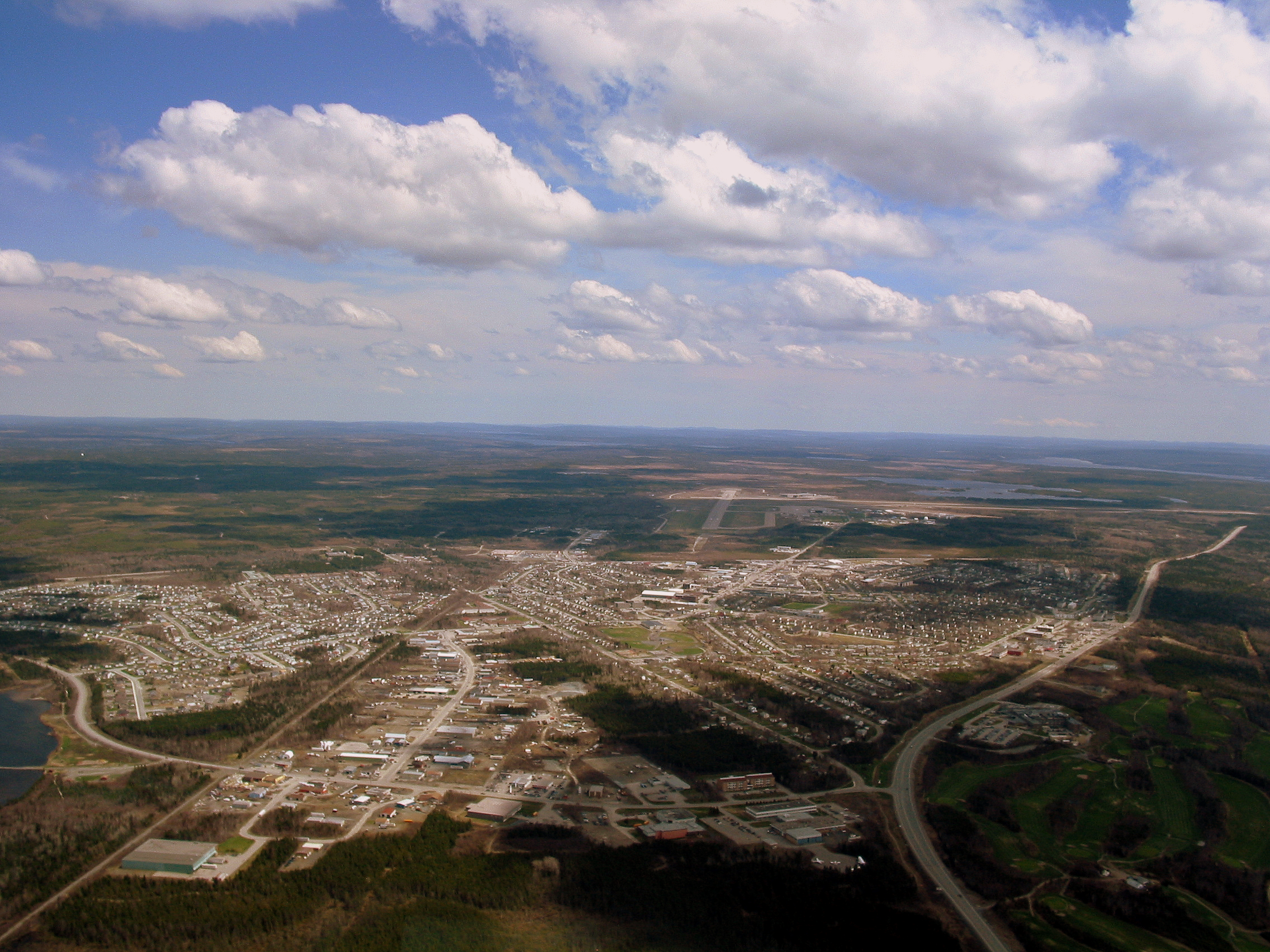
Luchtbeeld van Gander (2008)
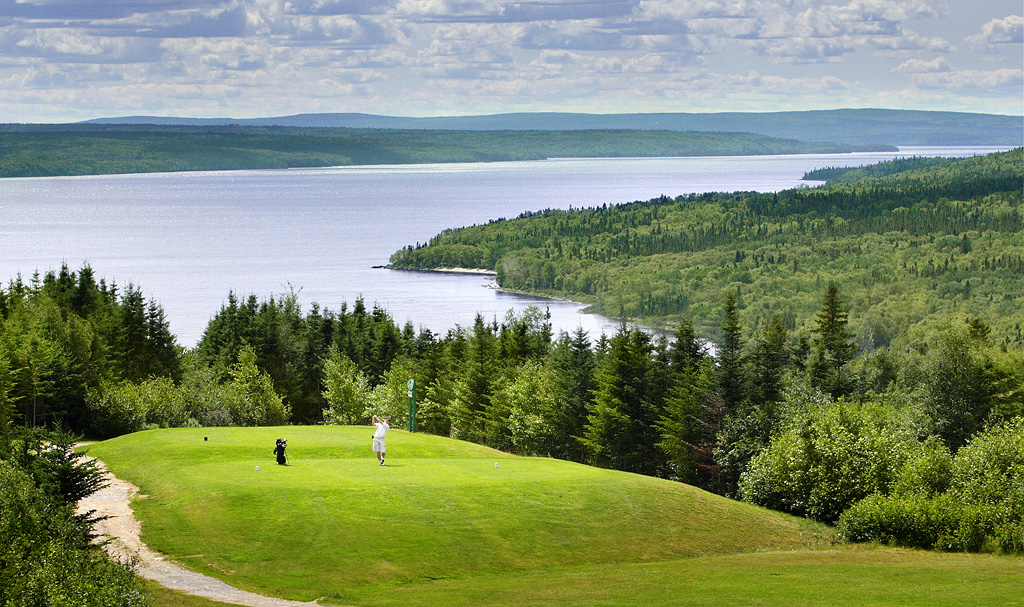
Golfterrein met Gander Lake op de achtergrond
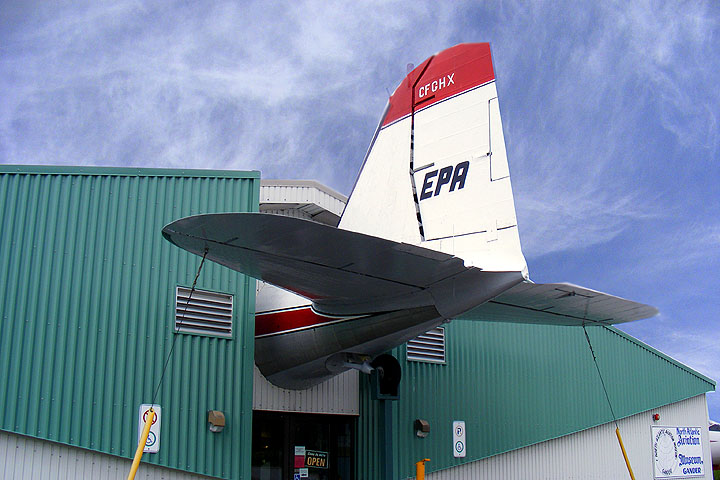
Buitenkant van het luchtvaartmuseum